# Memorable Beach
Der Memorable Beach (englisch; spanisch Playa Memorable ‚Unvergesslicher Strand‘) ist ein ungeschützter und felsiger Strand an der Südküste der Livingston-Insel im Archipel der Südlichen Shetlandinseln. Er liegt östlich des Hannah Point sowie des Aldan Rock am Ufer der South Bay.
Spanische Wissenschaftler nahmen um 1991 die Benennung vor. Das UK Antarctic Place-Names Committee übertrug diese 2003 ins Englische. Der weitere Benennungshintergrund ist nicht überliefert.